# Indicatif régional 260

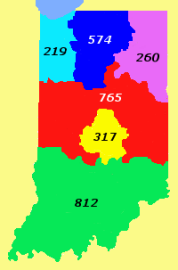
Carte de l'État de l'Indiana avec les territoires de ses indicatifs régionaux. L'indicatif régional 260 est en rose.

L'indicatif régional 370 est l'un des indicatifs téléphoniques régionaux de l'État de l'Indiana aux États-Unis. Cet indicatif couvre un territoire situé au nord-est de l'État.
La carte ci-contre indique en rose le territoire couvert par l'indicatif 260.
L'indicatif régional 260 fait partie du Plan de numérotation nord-américain.

## Principales villes desservies par l'indicatif
- Angola
- Auburn
- Bluffton
- Columbia City
- Decatur
- Fort Wayne
- Huntington
- New Haven
- Wabash

## Source
- (en) Cet article est partiellement ou en totalité issu de l’article de Wikipédia en anglais intitulé « Area code 260 » (voir la liste des auteurs).